# Liste des seigneurs de Châteaugiron
Liste des seigneurs de Châteaugiron

## Origine
Au cours de la première moitié du XIe siècle, le comte de Rennes concède à un seigneur nommé Anquetil un important domaine où il édifie à  sur le bord de la petite rivière Yaigne  un château-fort qui pend le nom de « Châtel-Anquetil ». Son fils Giron miles dom (c'est-à-dire chevalier et seigneur) occupe la place  vers 1087 et lui donne son nom. Il avait pris part à la conquête de l'Angleterre par les Normands  en 1066 et en 1088 il fait une donation à l'abbaye Saint-Georges de Rennes lorsqu'une de ses filles entre dans ce monastère.
Du fait de l'absence d'une documentation suivie, des changements de noms et des homonymes la généalogie et donc la suite des seigneurs de Châteaugiron jusqu'au début du XVe siècle est encore partiellement hypothétique.

## Liste des Barons
- Giron Ier miles dom mort moine au début du XIIe siècle, épouse Comtesse fille de Gelduin vicomte de Chartres dont

### Lignée ainée
Gelduin fils de Giron Ier dont 
- O. héritière de Châteaugiron, épouse Conan dit de Châteaugiron attesté 1148/1154;
  - vers 1185 Jacques Ier dominus de Châteaugiron;
    - vers 1184/1194 Geoffroy Giron II dom de Châteaugiron ;
      - vers 1225/1231 Jacques II dom de Châteaugiron;
        - 1251-1266 Geoffroy Giron III, dom de Châteaugiron [2].
          - Jacques III miles et Dominus, son fils ;
          - Guillaume  seigneur de Châteaugiron attesté en 1293/1294, son frère ;
            - Jeanne, Dame de Châteaugiron, sa fille, épouse Alain III de Châteaugiron seigneur d'Oudon

### Lignée cadette
Geoffroy Ier Giron fils de Giron Ier, noble miles dom vers 1096
- vers 1114 Giron II ;
  - vers 1150 Hugues de Châteaugiron ;
    - Galeran Ier seigneur d'Amanlis ;
      - vers 1209-1231 Philippe Ier  seigneur d'Amanlis dit l'ainé ;
      - vers 1185-1206 Alain Ier de Chateaugiron, seigneur d'Amanlis, son frère ;
        - vers 1225 Galeran II seigneur d'Amanlis ;
          - vers 1259-1266 Alain II seigneur d'Amanlis ;
            - Galéran III († après 1298)  seigneur d'Amanlis épouse Amicie héritière d'Oudon puis N.
              - Alain III de Châteaugiron (vers 1270-1312), seigneur d'Oudon en 1271 et seigneur de Châteaugiron av 1306 épouse 1) Yolande de Laval 2) Jeanne de Châteaugiron héritière de la branche ainée.
              - Alain de Châteaugiron son demi-frère et homonyme, évêque de Rennes (1310-1327)

### Lignée des Châteaugiron dit de Malestroit
Alain III et sa première épouse Yolande de Laval
Alain seigneur d'Oudon vers (1314-1334) ; 
Hervé seigneur d'Oudon († vers 1370).
Hervé seigneur d'Oudon épouse Jeanne sœur et héritière de Payen IV de Malestroit († 1347) ;
Jean Ier de Châteaugiron dit de Malestroit († 1374) seigneur de Malestroit en 1347 et d'Oudon en 1371 épouse:
1) Jeanne de Rieux (?) dont:
Jean seigneur de Malestroit († 1382) Capitaine Général épouse Marguerite de Lohéac († 1412);
Jeanne de Malestroit épouse Jean de Malestroit seigneur de Beaumont († 1414/1416)
Thibaud de Malestroit († 1408), évêque de Tréguier puis évêque de Quimper.
Alain de Malestroit († 1415), seigneur d'Oudon épouse Marie de Saintonville ;
2) en 1352 Jeanne de Dol († après 1386) Dame de Combourg dont:
Jean de Malestroit († 1397), seigneur de Combourg épouse Margueritte de Quintin ;
Jean de Malestroit († 1415), seigneur de Combourg tué à la bataille d'Azincourt ;
Guillaume de Malestroit évêque de Nantes entre 1443 et 1461 ;
Catherine de Malestroit épouse Jean V d'Acigné ;
Geoffroi de Malestroit († 1463) seigneur de Combourg épouse Valence de Châteaugiron, héritière de Châteaugiron. 
Jean de Châteaugiron dit de Malestroit  ou  Jean de Derval épouse Hélène de Laval ; en 1440 il vendit la vicomté de La Guerche au roi Charles VII et se dessaisit aussi de Cinq-Mars-la-Pile ; il mourut sans postérité le 31 mai 1482 à Châteaugiron ;
Gillette de Malestroit épouse Jean IV Raguenel dont postérité ;
Hervé de Malestroit  († 1425), seigneur d'Uzel, ancêtre de la lignée des seigneurs d'Uzel et de Pontcallec.
Jean de Malestroit évêque de Nantes et pseudo-Cardinal, chancelier du duc Jean V de Bretagne.

### Lignée des Châteaugiron
Alain III de Châteaugiron et sa seconde épouse Jeanne de Châteaugiron
Brient de Châteaugiron († av 1321) , épouse Amicie d'Acigné .
Armel Ier (†  av 1358) épouse 1) N & 2) Jeanne de Sion 
Patry Ier de Châteaugiron (†  1382)  épouse Valence de Bain († 1426), dame de Poligné ;
Armel II de Châteaugiron († 1414 ) épouse Jeanne de Rougé, dame de Derval ;
Patry II de Châteaugiron († 1427) s.p.
Valence de Châteaugiron (†  1435) épouse Geoffroi de Malestroit († 1463) .
Alain de Châteaugiron évêque de Rennes († 1328)

## Sources
- Frédéric Morvan Les Chevaliers bretons. Entre Plantagenets et Capétiens du milieu XIIe siècle au milieu du XIIIe siècle éditions Coop Breizh, Spézet 2014  (ISBN 9782843466700) « Généalogie des Châteaugiron » p. 266.
- Frédéric Morvan la Chevalerie de Bretagne et la formation de l'armée ducale 1260-1341 Presses Universitaires de Rennes, Rennes 2009,  (ISBN 9782753508279) « Généalogie n°13 : les Châteaugiron »
- Michel Brand'Honneur Manoirs et châteaux dans le comté de Rennes. Habitat à motte et société chevaleresque (XIe – XIIe siècles) Presses Universitaires de Rennes Rennes (2001). Tableau 33  p. 290  (ISBN 2868475612).
- Barthélemy-Amédée Pocquet du Haut-Jussé, « Malestroit en Italie et l'autonomie fiscale du clergé breton », in Mémoires de la Société d'histoire et d'archéologie de Bretagne, tome VII, 1926,« Tableau généalogique »  p. 90
- Amédée Guillotin de Corson Les grandes seigneuries de Haute-Bretagne II, 2 Volumes 1897-1899 réédition Le Livre d'Histoire, Paris (1999)  (ISBN 2844350305)
- Augustin du Paz Histoire généalogique de plusieurs maisons illustres de Bretagne, enrichie des armes et blasons d'icelles avec l'histoire chronologique des Evesques de tous les diocèses de Bretagne, Nicolas Buon, Paris 1619